# 恰恰恰 (凯里耶歌曲)
恰恰恰是芬蘭男歌手凯里耶的歌曲。由凯里耶、阿莱克西·努尔米（Aleksi Nurmi）和约翰内斯·瑙卡里宁（Johannes Naukkarinen）共同創作，於2023年1月18日透過華納音樂發行單曲。歌曲代表芬蘭參與2023年在英国利物浦舉辦的2023年欧洲歌唱大赛，凯里耶最終以526分獲得比賽亞軍。

## 製作與發行
恰恰恰以e小調創作，每分鐘155拍，凯里耶、阿莱克西·努尔米（Aleksi Nurmi）、约翰内斯·瑙卡里宁（Johannes Naukkarinen）作詞，後兩者負責作曲。這是首有著饒舌元素的電子重金属音乐。美國《纽约时报》稱其為電體音樂。美国娱乐网站的查理·哈丁（Charlie Harding）和內特·斯隆（Nate Sloan）形容道：「當你用的貝斯線，加上爱丽丝·迪杰Better Off Alone迷幻頌歌的聲線，再配上一點激進的吉他風格，就能得到恰恰恰」。
英國popbitch認為歌曲聽來就像興奮版的Electric Callboy，部分聽眾也指出恰恰恰尤其像。凯里耶接受採訪駁斥抄襲謠言，並表示曲風相似不等於抄襲。的主唱尼科·萨拉赫（Nico Sallach）也認為兩者並不相同，這點能從恰恰恰的結尾看出。事實上歌曲深受啟發，他們的樂隊標誌還被凯里耶胸前紋上，西班牙《机密报》表示歌曲能看出雷姆斯汀對凯里耶的影響。
華納音樂於2023年1月18日發行單曲，並推出多首混音單曲和混音帶宣傳歌曲。芬蘭上下用各種方式慶祝歌曲，例如穿著凯里耶同款上衣的狗和赫尔辛基中央车站站體雕像。

## 歐洲歌唱大賽

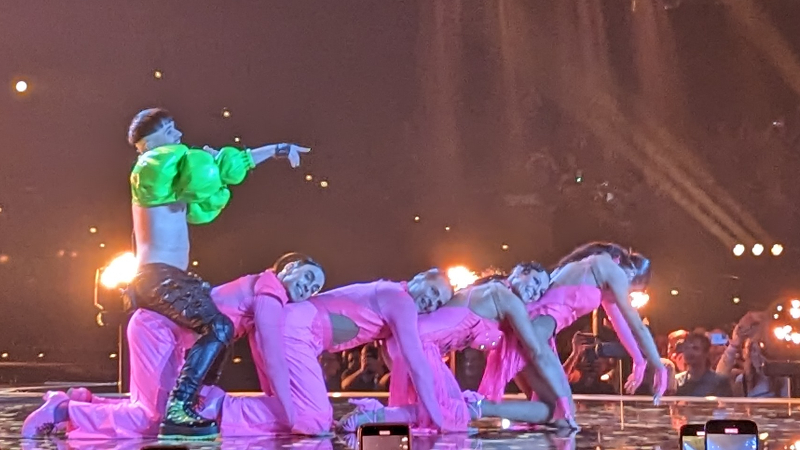
凯里耶在2023年歐洲歌唱大賽

自2012年來，芬兰广播公司均透過《新音乐比赛》選出芬蘭代表。今年決賽於2023年2月25日舉行，場地仍是Logomo，7首比賽曲目將在1月12日至20日期間陸續公布。為配合國內選拔的規定，歌曲於2023年1月18日發行。最終，凯里耶和恰恰恰以539分的壓倒性優勢從7位選手中脫穎而出，拿下比賽冠軍。
本屆歐洲歌唱大賽於英国利物浦利物浦體育館舉行，經過「半決賽分配抽籤」，凯里耶被安排在2022年5月9日的第一場半決賽（Semi-final 1），是第15位也是最後的演出者。舞台上，身穿綠色上衣和黑皮褲的凯里耶與身穿粉色衣服的舞者共舞，他們的演出狂野、誇裝，最後用人型蜈蚣舞蹈結束表演。全国公共广播电台的格倫·韋爾登將芬蘭的演出排在「十大2023年歐洲歌唱大賽演出」第1名，韋爾登表示它很奇怪且具有侵略性，但這種獨特、挑釁還有點不合時宜感覺你很難體驗到。恰恰恰就如同歐洲歌唱大賽，讓你能透過飲料和舞池擺脫身上的重擔。
本克·吕德曼負責舞蹈編排，凯里耶的服飾由埃利娜·拉里奧（Elina Lario）、泰穆·穆里邁基（Teemu Muurimäki）、韦萨·西尔弗（Vesa Silver）和萊維·伊凯黑莫（Leevi Ikäheimo）等人打造，團隊設計多套造型，並透過三個行李箱搬運至英國。這套服飾獲得廣泛好評。《巴黎競賽》的皮埃里克·热埃（Pierrick Geais）盛讚芬蘭無疑是比賽最佳造型。的史蒂芬·拉比莫夫（Stephan Rabimov）稱今年芬蘭的參賽作品可以說是歐洲歌唱大賽最獨特的造型之一。欧洲新闻台則表示如果比賽只靠服裝定勝負，那毫無疑問的凯里耶將會奪冠。
凯里耶以177分的成績拿下第一場半決賽冠軍，成功晉升決賽。決賽於5月13日舉行，凯里耶被安排在第13位演出。最終凯里耶以評審得分150分，觀眾得分376分，合計得分526分獲得2023年歐洲歌唱大賽亞軍。

## 專業評價
西班牙《机密报》將歌曲評為「2023年度十大歐洲歌唱大賽」第2名，法國電視一台將歌曲列入「2023年度最愛歐洲歌唱大賽歌曲」之一，瑞典《每日新闻报》評選為「第一場半決賽之五大矚目歌曲」之一。美国娱乐网站Vulture的瓊·奧布賴恩（Jon O'Brien）評選本作為「2023年度最佳歐洲歌唱大賽歌曲」第3名，稱恰恰恰帶來的感官衝擊是觀眾看了會吐血的類型，雖然旋律欠佳，但無疑是觀眾的最愛；但查理·哈丁（Charlie Harding）和內特·斯隆（Nate Sloan）持相反意見，他們評價歌曲不僅是比賽最佳也是觀看比賽的理由。
國內選拔的評審團稱不論是新音乐比赛還是歐洲歌唱大賽，都有特立獨行的空間，凯里耶以獨特的方式將饒舌、電子、搖滾和流行結合，造就出這首獨一無二但又平易近人的歌曲。迈克·麦卡希尔（Mike McCahill）在美國《綜藝》的文中談到，凯里耶代表了比賽頑皮淘氣的一面，恰恰恰完美囊括了比賽代表的多樣性，聽眾能夠一覽歐洲流行音樂的發展。挪威《每日雜誌報》給予3/6分，評論表示歌曲雖然不錯，但副歌僅有「恰恰恰」過於枯燥。Wiwibloggs的內部評審團給予歌曲8.97/10分，評審團稱恰恰恰是那種只能在歐洲歌唱大賽上聽到的歌曲，奪目的視覺效果、朗朗上口的歌詞和歌曲的風格轉變既瘋狂又吸引人。

## 參與名單
來源：Qobuz
- 斯萬特·福斯貝克（Svante Forsbäck） – 母帶
- 卡勒·凱斯基庫魯（Kalle Keskikuru） – 混音
- – 製作人
- 阿莱克西·努尔米（Aleksi Nurmi） – 製作人、編曲、詞曲創作
- 约翰内斯·瑙卡里宁（Johannes Naukkarinen） – 編曲、詞曲創作
- 凯里耶 – 主唱、主藝人、作詞
- 尤卡·索爾薩（Jukka Sorsa） – 編曲、吉他

## 排行和銷量認證
| 排行榜（2023年）                           | 排名 |
| ------------------------------------------ | ---- |
| 奧地利（Ö3四十強單曲榜）                   | 7    |
| 比利时佛兰德（Ultratop五十強單曲榜）       | 9    |
| 克羅埃西亞（《告示牌》Croatia Songs）      | 2    |
| 克羅埃西亞（克羅埃西亞電台榜）             | 47   |
| 捷克（百強數位單曲榜）                     | 8    |
| 丹麥（Hitlisten）                          | 32   |
| 芬蘭（芬蘭官方單曲榜）                     | 1    |
| 芬蘭（芬蘭官方電台榜）                     | 1    |
| 德國（德國官方榜單）                       | 18   |
| 全球（Billboard Global 200）               | 27   |
| 希臘（國際唱片業協會希臘分會國際單曲榜）   | 2    |
| 匈牙利（四十強單曲榜）                     | 27   |
| 冰島（Plötutíðindi）                       | 2    |
| 愛爾蘭（愛爾蘭唱片協會榜）                 | 7    |
| 以色列（mako熱單）                         | 29   |
| 以色列（媒体森林國際榜）                   | 5    |
| 意大利（意大利音乐产业联盟）               | 85   |
| 拉脫維亞（拉脱维亚表演者和制片人协会）     | 1    |
| 立陶宛（AGATA）                            | 1    |
| 盧森堡（《告示牌》Luxembourg Songs）       | 11   |
| 荷蘭（百大單曲榜）                         | 13   |
| 新西兰（新西兰唱片音乐协会熱門單曲榜）     | 9    |
| 挪威（VG-lista單曲榜）                     | 3    |
| 波蘭（波蘭百大串流榜）                     | 2    |
| 葡萄牙（葡萄牙唱片業協會）                 | 43   |
| 西班牙（西班牙音樂製作協會）               | 46   |
| 瑞典（瑞典最熱榜）                         | 1    |
| 瑞士（瑞士热门音乐榜）                     | 8    |
| 英國（官方榜单公司單曲榜）                 | 6    |
| 美國（《告示牌》World Digital Song Sales） | 12   |

| 排行榜（2023年）       | 排名 |
| ---------------------- | ---- |
| 芬蘭（芬蘭官方單曲榜） | 1    |
| 冰島（Plötutíðindi）   | 9    |
| 瑞典（瑞典最熱榜）     | 25   |

| 國家或地區                   | 認證 | 認證單位/銷量 |
| ---------------------------- | ---- | ------------- |
| 波蘭（波蘭音像製造商協會）   | 金   | 25,000‡       |
| ‡僅含認證的串流媒體+實際銷量 |      |               |